# 疏果薹草
疏果薹草（学名：Carex hebecarpa）是一种莎草科薹草属的植物。分布在尼泊尔、台湾岛、喜马拉雅山地区以及中国大陆的广东、福建等地，一般生于山地沟谷湿处、林下或路旁，目前尚未由人工引种栽培。